# 饿了么

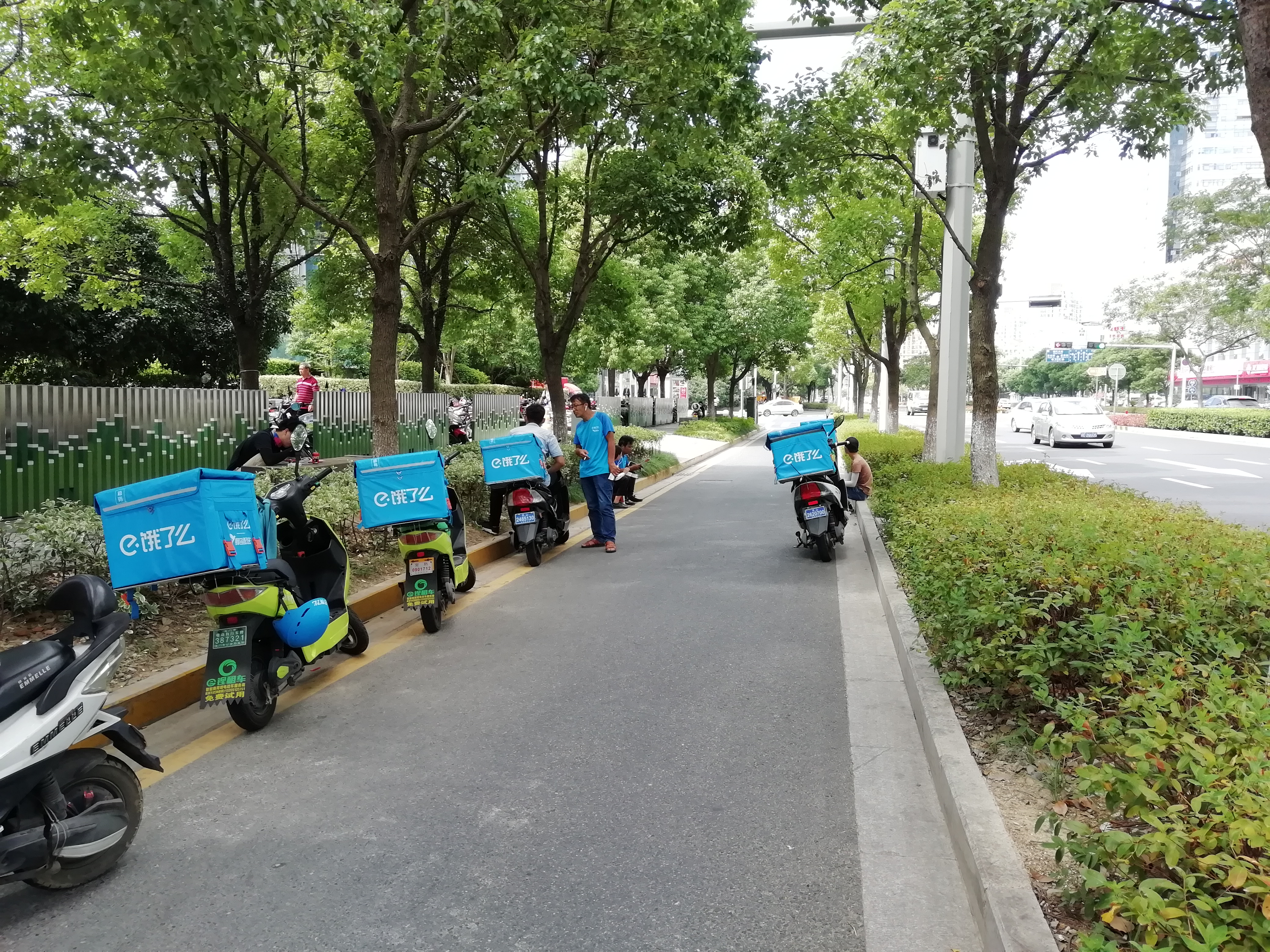
停靠在苏州市工业园区星海街上的饿了么外卖车

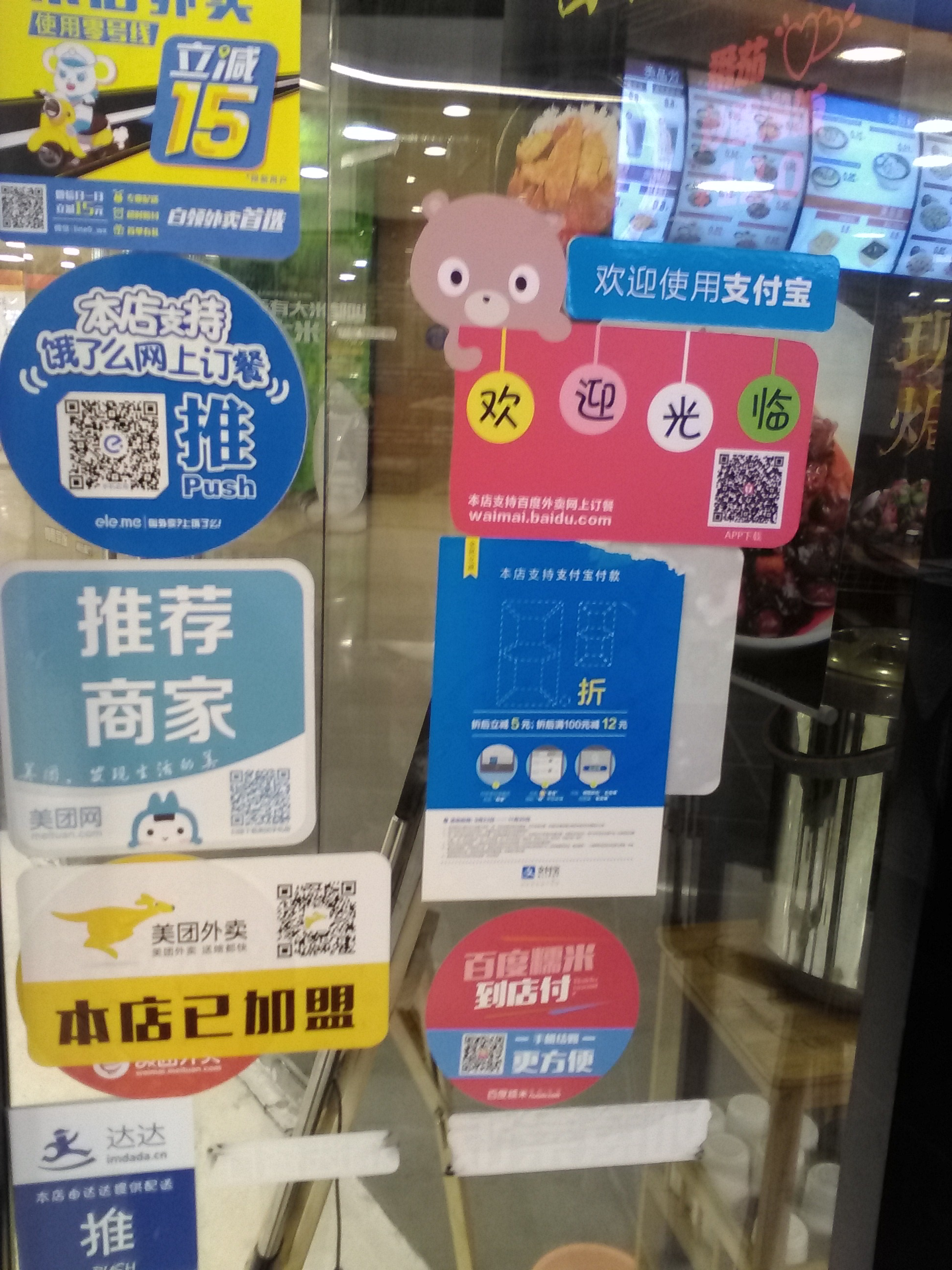
一家餐厅粘贴的饿了么标识，表示该店支持饿了么订餐服务，熊是百度熊（指代百度外卖）

饿了么是中国电子商务企业阿里巴巴集团旗下的互联网O2O生活服务平台，提供网上订餐、线下团购、同城快送等服务，由拉扎斯网络科技（上海）有限公司运营，目前为中国第二大网上订餐外卖平台（仅次于美团外卖）。
该网站于2009年4月由上海交通大学校友张旭豪、康嘉、汪渊、叶峰、曹文学创立，以O2O为经营模式。截至2014年10月，饿了么覆盖中国大陆近200个城市，加盟餐厅18万家，日均订单超过100万单，团队规模超过2000人。截止2017年6月，饿了么在线外卖平台覆盖全国2000个城市，加盟餐厅130万家，用户量达2.6亿，公司员工超过15000人。2018年4月2日，阿里巴巴联合蚂蚁金服对饿了么完成全资收购。

## 历史
2009年4月，毕业于上海交通大学的张旭豪和同伴康嘉、汪渊、叶峰、曹文学做好了创业的计划，在2009年4月看中了餐饮外送行业，并准备开发网络订餐系统。同月，“饿了么”网站正式上线，在上线的5个月后又推出了餐厅运营一体化解决方案，这也是中国大陆第一个专门针对餐厅商户后台管理而研发的软件。同年10月，饿了么日均订单突破1000单；2010年6月又率先推出了“超时赔付体系”；同年8月公司开始迁址，之后又推出了手机订餐平台。2011年开始在北京、杭州、广州、天津等地设立分公司。2012年，饿了么启用在线支付功能以及餐厅超级结算系统。同年年底，饿了么当日交易额突破300万人民币，员工达到200人。
2014年4月，饿了么推出“品牌馆”，与辛香汇、望湘园、泰妃阁、山间堂、首尔焖鲜汇等3000多家中高端品牌餐饮企业合作，其每月订单增长率约为100%，在上海和北京有30多个配送站点，配送人员来自饿了么及第三方。同年9月，饿了么用户量超过1000万，服务范围覆盖全国近200个城市，加盟餐厅18万家，日均订单过100万，市场份额70%，员工3000人。
2015年6月，饿了么启动食材供应平台“有菜”。该平台于同年8月正式上线，目前日交易额达400万元，覆盖全国8个城市，并计划在2015年底之前覆盖大中城市，同时在11月底打通饿了么商户。同年11月，饿了么自营配送队伍已超过6000人，标准人效达每人每天35单；而蜂鸟团队及众包配送员人数超过50万人，此后，饿了么开始与滴滴出行合作，将搭建两轮电动车加四轮汽车的“2+4”同城配送网络。
2017年8月，饿了么以5亿美元收购百度外卖，交易完成后百度占饿了么5%的股份。百度外卖于2018年10月更名为“饿了么星选”。
2019年6月5日，饿了么宣布旗下的物流配送平台蜂鸟品牌独立，并將品牌名更名为蜂鸟即配。

### 融资记录
从2011年3月开始，饿了么先后获得了来自金沙江创投、经纬中国、红杉资本的融资。2014年5月，饿了么获得大众点评8000万美元投资，成为其深度战略合作伙伴。
2015年8月28日，饿了么获得由中信产业基金、华联股份领投，华人文化产业基金、歌斐资产等新投资方以及腾讯、京东、红杉资本等原投资方跟投的融资，创下全球外卖平台单笔融资金额的最高纪录，此次融资后的估值超过30亿美元，与美国GrubHub、德国Delivery Hero、英国JustEat一起，成为全球价值最高的外卖巨头。
2016年4月13日，阿里巴巴集团投资12.5亿美元入股饿了么，再次打破全球外卖平台单笔融资金额最高纪录。
2017年4月，阿里和蚂蚁金服又进一步增持了饿了么，总投资金额为4亿美元。阿里系对饿了么持股总占比达32.94%，已取代饿了么管理团队，成为饿了么最大股东。2018年2月27日，饿了么股东华联股份发布公告称，阿里近期已经接触饿了么母公司Rajax全体股东并表达收购饿了么意向，股权转让的价格、时间、数量及交易方式等核心条款尚在切磋过程中。
2018年4月2日，阿里巴巴集团、蚂蚁金服集团与饿了么联合宣布，阿里巴巴联合蚂蚁金服，以95亿美元全资收购饿了么公司。饿了么将成为阿里系新的独角兽企业。待收购交易全部完成后，饿了么创始人兼CEO张旭豪将担任董事长，并兼任张勇的新零售战略特别助理，负责战略决策支持。阿里巴巴集团副总裁王磊将出任饿了么CEO。
2021年7月2日，阿里巴巴进行组织升级，将基于地理位置服务的三大业务，即高德、本地生活和飞猪，组成生活服务板块，由俞永福代表集团分管，向张勇汇报。李永和担任本地生活事业群总裁，原CEO王磊另有任用。

## 经营
在饿了么创立初期（2010年），饿了么的盈利方式是将收取佣金与向餐厅收取服务费结合在一起。而饿了么的整体经营模式类似于淘宝网，同时开发了一套后台管理系统，可以帮餐厅接单、打印、收银及管理客户关系。由于饿了么经营团队中有来自唯品会的成员，故饿了么参考了唯品会等电商在数据分析上的一些指标。
饿了么主要用户起初以高校用户为主，预计未来将开拓白领市场。此外，饿了么还在在上海和北京，组建自营的配送队伍。2014年5月，饿了么称公司将会在未来3年内上市。

## 事件

### 黑作坊曝光
2016年3月15日，中国中央电视台315晚会曝光了“饿了么”所暴露出的问题。报道称，“饿了么”入驻餐馆的卫生问题担忧，一些入驻的餐馆照片虽然看着干净光鲜，但实际上却是油污横流的餐馆。例如有些餐馆老板娘直接使用牙齿咬开火腿肠的肠衣之后直接将火腿肠放进炒饭中，厨师尝完饭菜直接扔进锅里。此外，饿了么还允许商家使用虚构地址、上传虚假实体照片，甚至允许无照经营的黑作坊入驻。根据流程，在饿了么注册开店只需提交开店申请，并通过资质审核后，即可上线营业。事件曝光后，北京通州区食药局稽查大队已对涉事餐厅的相关违法设备进行了查扣，同时查封了店铺，随后饿了么紧急发出声明，称将成立专项组，对所有涉事违规餐厅全部下线。这不是媒体首次曝光饿了么的黑作坊问题。2015年9月，成都当地媒体报道，饿了么部分签约餐馆是小区作坊，涉嫌无证经营。
3月16日，上海食藥監局表示，央视所曝光的饿了么的行为，已经違反了《中华人民共和国食品安全法》。上海食藥監局已約談饿了么主要負責人勒令整改，並正式立案調查，同时对2015年11月违反食安法的行为处以罚款12万元。
然而这一现象在曝光之后依然存在。2016年8月10日，北京市食药监局约谈饿了么相关负责人。饿了么因涉嫌对店铺证照信息未尽到审核公示的义务，已对其立案调查。

### 商家相关
2019年11月初饿了么连同美团提高商家抽成至22%，引起部分商家联合抵制。参与抵制的商家被饿了么以一些方式限制了经营，如更改商家配送范围、起送金额，不认同抽成强制关店等。有律师表示相关行为侵犯了商家的合法经营权，涉嫌垄断，违反了《反不正当竞争法》、《电子商务法》的规定。

### 其他事件
2016年3月26日，成都温江区大学生小杨通过“饿了么”找到一家名为“乡村豆花饭”的餐馆，花了40元点了一份豆花饭、一份可乐鸡翅和一份梅菜扣肉，但小杨觉得饭菜不太好吃给了一个差评。随后，商家负责人怒砸小杨的家门。事发后，饿了么公司表示，将涉事店家永久下线。3月29日下午，经警方协调，涉事店家和小杨已经和解，由店家负责赔偿财物损失。
2016年7月，Bilibili UP主吴织亚切大忽悠称其因在“饿了么”一家店中发了一条差评，外卖店主在两天之后持菜刀上门寻衅滋事恶意伤人，大拇指、食指、锁骨、太阳穴等处一共缝了19针。2016年7月11日，饿了么方面则在回应中称，在微博上发布的“饿了么为商家撑腰”等博文与事实不符，并称将通过法律途径维护公司权益。7月14日，店主因涉嫌故意伤害他人，被处以行政拘留十日，罚款三百元的处罚。饿了么CEO张旭豪在微博发表道歉声明。
2020年12月21日，43岁的北京饿了么骑手韩某在配送途中猝死，保险公司就此仅能赔付3万元，饿了么合作伙伴后表示人道主义补偿家属2000元，事件一时引发热议。
2021年1月11日上午，饿了么骑手刘某在江苏泰州海陵区一饿了么蜂鸟配送门店前试图自焚，被附近商户施救后称讨要“血汗钱”。当月17日，饿了么官方回应事件并介绍称，刘某因配送服务费结算问题与合作商产生矛盾，多次协商无果，已对相关合作商启动调查并等待警方结果。

### 配送時間爭議
《人物》2020年9月8日在微信公眾號刊發題為「外賣騎手，困在系統裡」的調查報道指出，由於美團外賣平台的即時智能配送系統不斷壓縮時間，外賣員疲於奔命，導致他們違反交通規則、與死神賽跑，淪為高危職業。